# Formules rituelles d’ouverture dans le conte algérien
 (juin 2025).
- Si vous ne connaissez pas le sujet, laissez ce bandeau (vous pouvez alors contacter les auteurs).
- Si vous supprimez le contenu mis en cause (vous pouvez préalablement contacter les auteurs),

argumentez précisément cette suppression dans la page de discussion
(un manque de référence n'est pas un argument ; une recherche réelle de référence doit avoir été effectuée, être formellement documentée).
 (juin 2025).
 (juin 2025).
La mise en forme du texte ne suit pas les recommandations de Wikipédia : il faut le « wikifier ».
Les points d'amélioration suivants sont les cas les plus fréquents :
- Les titres sont pré-formatés par le logiciel. Ils ne sont ni en capitales, ni en gras.
- Le texte ne doit pas être écrit en capitales (les noms de famille non plus), ni en gras, ni en italique, ni en « petit »…
- Le gras n'est utilisé que pour surligner le titre de l'article dans l'introduction, une seule fois.
- L'italique est rarement utilisé : mots en langue étrangère, titres d'œuvres, noms de bateaux, etc.
- Les citations ne sont pas en italique mais en corps de texte normal. Elles sont entourées par des guillemets français : « et ».
- Les listes à puces sont à éviter, des paragraphes rédigés étant largement préférés. Les tableaux sont à réserver à la présentation de données structurées (résultats, etc.).
- Les appels de note de bas de page (petits chiffres en exposant, introduits par l'outil «  Source ») sont à placer entre la fin de phrase et le point final[comme ça].
- Les liens internes (vers d'autres articles de Wikipédia) sont à choisir avec parcimonie. Créez des liens vers des articles approfondissant le sujet. Les termes génériques sans rapport avec le sujet sont à éviter, ainsi que les répétitions de liens vers un même terme.
- Les liens externes sont à placer uniquement dans une section « Liens externes », à la fin de l'article. Ces liens sont à choisir avec parcimonie suivant les règles définies. Si un lien sert de source à l'article, son insertion dans le texte est à faire par les notes de bas de page.
- La présentation des références doit suivre les conventions bibliographiques. Il est recommandé d'utiliser les modèles {{Ouvrage}}, {{Chapitre}}, {{Article}}, {{Lien web}} et/ou {{Bibliographie}}. Le mode d'édition visuel peut mettre en forme automatiquement les références.
- Insérer une infobox (cadre d'informations à droite) n'est pas obligatoire pour parachever la mise en page.

Pour une aide détaillée, merci de consulter Aide:Wikification.
Si vous pensez que ces points ont été résolus, vous pouvez retirer ce bandeau et améliorer la mise en forme d'un autre article.
Les formules rituelles d’ouverture dans le conte algérien sont des expressions traditionnelles utilisées au début des contes populaires algériens. Elles servent à introduire l’histoire dans un cadre narratif symbolique, à désengager la responsabilité du conteur quant à la véracité du récit, et à plonger immédiatement l’auditoire dans un univers magique et intemporel. Ces formules font partie intégrante de l’art de la narration orale dans la culture algérienne.

## Fonctions
Les formules d’ouverture remplissent plusieurs fonctions:
- Symbolique: elles marquent l’entrée dans le monde du récit.
- Protectrice: certaines comportent des invocations religieuses ou des bénédictions pour se protéger des esprits ou des malédictions.
- Narrative: elles préparent l’auditoire à une suspension de l’incrédulité.
- Poétique: souvent rimées ou imagées, elles participent à l’esthétique du récit.

## Exemples de formules
Les conteurs algériens utilisent différentes formules, transmises oralement et parfois adaptées selon les régions. Voici quelques exemples relevés dans des recueils de contes ou des témoignages:
« Il était une fois, dans les temps anciens… un sultan, et le seul vrai sultan est Dieu. Si j’ai menti, que Dieu me pardonne. Si c’est le diable qui a menti, que la malédiction de Dieu soit sur lui. » 
« Machaho ! Tellem chaho ! »
« Ainsi commence le récit. Que le récit soit entendu. »
« Que Dieu ne fasse point de nous de ces gens qui racontent que… »
« Que Dieu rende mon conte agréable, qu’il soit beau et se déroule comme un long fil ! »
« Que mon conte soit beau et meuble vos veillées, qu’il fleure bon la rose et l’œillet : je l’ai cueilli dans les jardins oubliés. »
« Écoutez-moi, je vous raconte l’histoire d’un sultan. Or, il n’y a de sultan que Dieu. S’il m’arrive de mentir, que Dieu me pardonne ; si le diable a menti, qu’il soit maudit ! »
« Il était une fois, et seul Dieu est partout à la fois. »

« Voici ce qui a été ou ce qui n’a pas été… Par le basilic, le lys et les herbes. Dans le giron du Prophète. Que Dieu me pardonne, je vais vous raconter une histoire comme je l’ai moi-même entendue. »

## Portée culturelle
Ces formules ne sont pas de simples ornements langagiers. Elles ancrent le conte dans un univers codifié, relient le conteur à une tradition millénaire, et participent au cadre performatif du récit. Elles créent une rupture entre le quotidien et l’espace-temps fictif du conte. Certaines font référence à Dieu ou au Prophète pour légitimer l’histoire, d’autres expriment une intention esthétique.